# Station Fulwell
Fulwell is een spoorwegstation van National Rail in Richmond upon Thames in Engeland. Het station is eigendom van Network Rail en wordt beheerd door South Western Railway. 